# Gerd Koenen

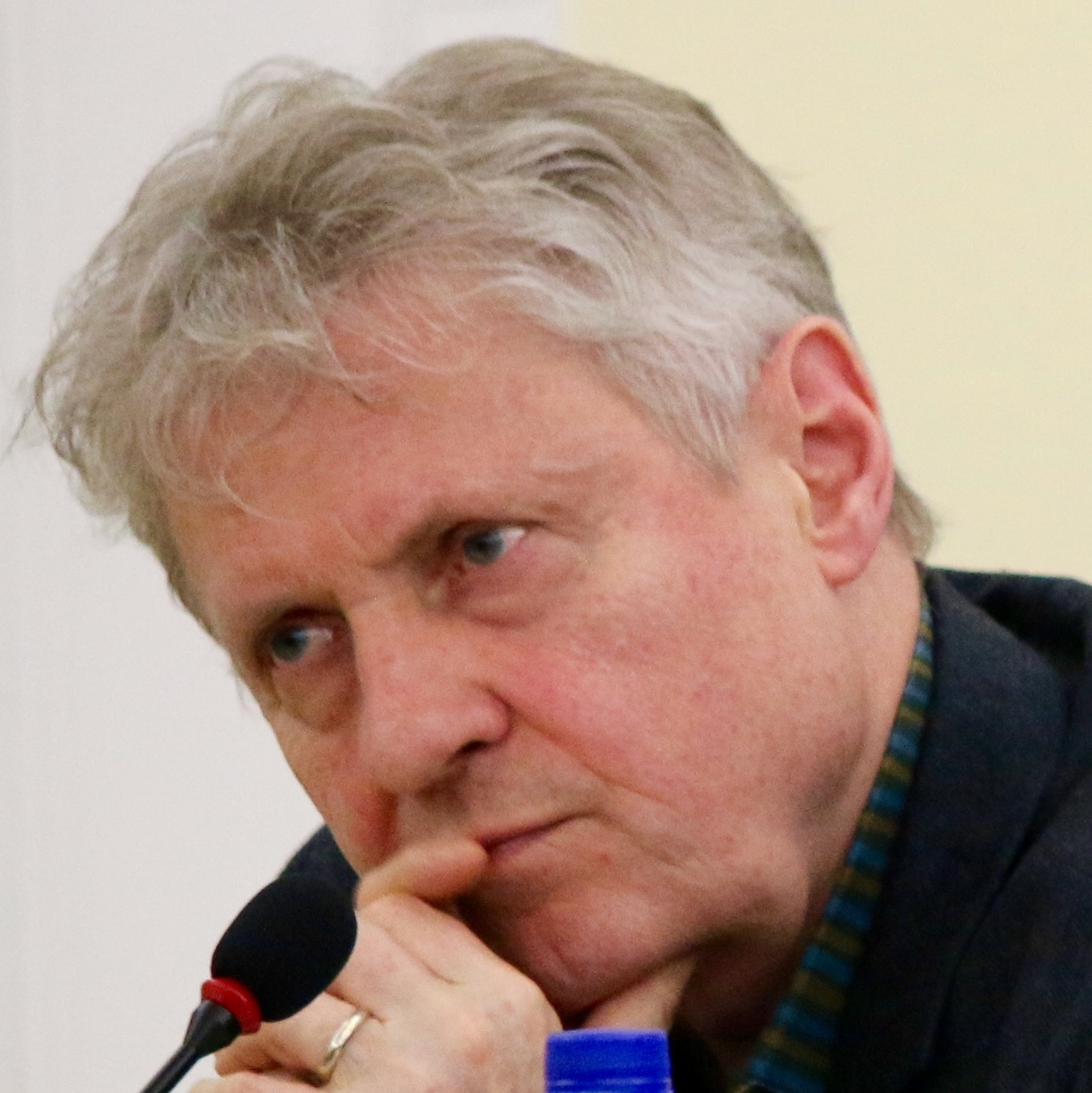
Gerd Koenen im Jahr 2016

Gerd Koenen (* 9. Dezember 1944 in Marburg an der Lahn) ist ein deutscher Publizist und freiberuflicher Historiker. Sein Hauptarbeitsgebiet sind die deutsch-russischen Beziehungen im 20. Jahrhundert und die Geschichte des Kommunismus. Einer breiteren Öffentlichkeit wurde er mit seinen Büchern über den Kommunismus als Utopie der Säuberung (1998) und der autobiographisch geprägten Schilderung der linksradikalen Szene der 1970er Jahre in Das rote Jahrzehnt (2001) bekannt. Im Jahr 2017 erschien sein Hauptwerk Die Farbe Rot – Ursprünge und Geschichte des Kommunismus.

## Leben
Koenen wuchs in Bochum und Gelsenkirchen auf und studierte ab 1966 in Tübingen Romanistik, Geschichte und Politik. Am 2. Juni 1967 erschoss ein Polizist Benno Ohnesorg bei einer Demonstration gegen den Schah von Persien. Koenen trat dem sich damals radikalisierenden Sozialistischen Deutschen Studentenbund (SDS) bei und wechselte 1968 nach Frankfurt am Main, wo er 1972 das Staatsexamen in Geschichte und Politik bestand und bei Iring Fetscher mit Vorbereitungen für eine Promotion zur Demokratietheorie von Karl Marx begann.
1973 trat er dem neu gegründeten Kommunistischen Bund Westdeutschland (KBW) bei, einer damals von Joscha Schmierer geführten, straff organisierten, maoistischen K-Gruppe. Unter deren Einfluss gab er 1974 sein Promotionsvorhaben auf, um sich stattdessen der „revolutionären Betriebsarbeit“ zu widmen und ab 1976 die Kommunistische Volkszeitung des KBW zu redigieren.
1982 trat Koenen aus dem KBW aus, dessen Auflösung er zuvor gefordert hatte. Er engagierte sich in der 1980 entstandenen polnischen Widerstandsbewegung Solidarność, über die er gleichzeitig publizierte. In mehreren Veröffentlichungen widmete sich Koenen später der Geschichte des literarischen Personenkults (Die Großen Gesänge – Lenin, Stalin, Mao Tsetung, 1991) und der Wahrnehmung des revolutionären Russland in Deutschland (so 1998 in einem von ihm herausgegebenen großen Sammelband Deutschland und die russische Revolution 1917–1924, zusammen mit Lew Kopelew).
Von 1988 bis 1990 war Koenen Redakteur der von Daniel Cohn-Bendit herausgegebenen Zeitschrift Pflasterstrand, in der 1990 der Essay Der Kindertraum vom Kommunismus erschien. Dessen Grundthesen legte der Autor 1998 in Utopie der Säuberung ausführlicher dar. Während der damals hitzig geführten Diskussion um das Schwarzbuch des Kommunismus wurde die Utopie intensiv rezipiert und machte Koenen auch einer breiteren Öffentlichkeit bekannt. Seine Kommunismuskritik skizzierte er 1990 so:

„Worauf läuft diese [kommunistische] Gesellschaftsvorstellung hinaus? In der Hauptsache auf die Vorstellung einer übergeordneten Instanz, die alle Risiken und Wechselfälle des Lebens ausschalten könnte und die sogar für das Lebensglück der Menschen zu sorgen imstande wäre. Die Schritte, die in diese neue, freiwillige Hörigkeit hineinführen, sind jeder für sich scheinbar harmlos. Man ist diesen Weg auch stets fröhlich und schwungvoll gegangen, mit fliegenden Fahnen und stürmischen Forderungen: ,Recht auf Arbeit – Recht auf Wohnung – Recht auf Bildung – Recht auf soziale Sicherheit – Recht auf Freizeit …‘ Alles elementare soziale Menschenrechte doch wohl. Nichts, was man auch nur einem einzigen Menschen verweigern möchte.
Nur daß das unweigerlich seinen Preis hat. Jene erträumte gute Staatsmacht und ,große Nährerin‘, die den einzelnen Menschen ihr Lebensrisiko abnehmen soll, versammelt damit bereits eine potentiell schrankenlose Kompetenz und Macht in ihren Händen. Zum Beispiel: Kann es, wenn man es durchdenkt, ein ,Recht auf Arbeit‘ geben ohne eine ,Pflicht zur Arbeit‘, wie milde oder streng auch immer? Wohl kaum. Und so ist es mit allem. Freiheit und soziale Sicherheit sind gewiß keine Gegensätze, sie ergänzen und bedingen sich. Aber sie stehen auch in einem Spannungsverhältnis. Wer dieses Spannungsverhältnis radikal nach der einen Seite, der Seite der ,sozialen Sicherheit‘, hin auflösen will – und dies genau ist der Grundimpuls des Kommunismus –, begründet eine neue Knechtschaft, ob mit oder ohne Terror. […]
Die Kommunisten diverser Länder, die die Gelegenheit bekamen, dieses historische Experiment am lebenden Gesellschaftsorganismus durchzuführen, ähnelten dabei jenen Schulbuben, die versuchen, einen Maikäfer zuerst auseinander- und dann wieder zusammenzubauen. Das ist kein Witz. Denn die Errichtung kommunistischer Gesellschaften war immer und unweigerlich mit einer drastischen Senkung des längst erreichten Grades an Differenziertheit und Komplexität verbunden. Die Voraussetzung jeder Planbarkeit menschlicher Bedürfnisse ist eben ihre Reduktion – und damit zugleich die Beschneidung aller vitalen, unberechenbaren, anarchischen Triebe und Bestrebungen der Menschen.“

2001 wurde Koenens (teilweise autobiographisches) Buch Das rote Jahrzehnt. Unsere kleine deutsche Kulturrevolution 1967–1977 wiederum breit rezipiert, da sein Erscheinen mit der Diskussion um die linksradikale Vergangenheit von Joschka Fischer und den Stellenwert der 68er-Bewegung in der Geschichte der Bundesrepublik zusammenfiel. 2003 erschien von Koenen eine Skizze über den Entstehungszusammenhang des deutschen Linksterrorismus anhand des Dreieckverhältnisses von Gudrun Ensslin, Andreas Baader und Bernward Vesper. Dieses Buch diente als Vorlage für den auf der Berlinale 2011 vorgestellten und ausgezeichneten Spielfilm von Andres Veiel Wer wenn nicht wir.
Anders als andere Intellektuelle mit kommunistischer Vergangenheit, etwa die französischen Autoren des Schwarzbuch des Kommunismus, ging Koenen (Stand 2001) nicht so weit, seine eigenen linksradikalen Positionen in einer 180°-Wende absolut zu verurteilen. So polemisierte er 2001 in der von Joscha Schmierer herausgegebenen Zeitschrift Kommune gegen den „Versuch der jungen Senioren von der Frei- und Christdemokratie, mit einer Rhetorik des universellen Verdachts ihren Weg des entschiedenen Konformismus als den einzig möglichen Weg der Sozialisation ex post noch zu etablieren“.
Artikel von Koenen erschienen auch in Der Spiegel, Die Zeit und vielen überregionalen Tageszeitungen. Koenen war auch Autor bzw. Ko-Autor verschiedener Hörfunk- und Fernsehbeiträge. Koenen wurde 2003 an der Universität Tübingen zum Dr. phil. mit einer Arbeit zum Thema Rom oder Moskau – Deutschland, der Westen und die Revolutionierung Russlands 1914–1924 promoviert. Das Werk wurde in überarbeiteter, ergänzter und gekürzter Form unter dem Titel Der Russland-Komplex verlegt. Gemeinsam mit dem russischen Philosophen Michail Ryklin erhielt Koenen am 21. März 2007 auf der Leipziger Buchmesse den mit insgesamt 15.000 Euro dotierten Leipziger Buchpreis zur Europäischen Verständigung. Von 2008 bis 2010 forschte Koenen im Freiburger FRIAS zur Geschichte des Kommunismus. Von 2015 bis 2016 war er Fellow des Imre-Kertesz-Kollegs in Jena.
Im Herbst 2017 erschien Koenens bisheriges Hauptwerk Die Farbe Rot – Ursprünge und Geschichte des Kommunismus. Das Buch wurde im November 2017 für den Bayerischen Buchpreis, im März 2018 für den Leipziger Buchpreis nominiert, jeweils in der Kategorie Sachbuch. 2021 wurde Koenen mit dem Hauptpreis des Karl-Wilhelm-Fricke-Preises ausgezeichnet.

## Schriften (Auswahl)
- anonym „unter Anleitung“ von Martin Fochler: Die Eroberungszüge des Deutschherrenordens gegen die Völker des Ostens (= Reihe zur Deutschen Geschichte, Band 1), Sendler, Frankfurt am Main 1977 ISBN 3-88048-042-X (Herausgegeben von der Redaktion der Kommunistischen Volkszeitung).
- mit Krisztina Koenen und Hermann Kuhn: Freiheit, Unabhängigkeit und Brot. Zur Geschichte und den Zielen der Arbeiterbewegung in Polen. Sendler, Frankfurt am Main 1981, ISBN 3-88048-050-8.
- mit Barbara Büscher, Ruth-Ursel Henning, Dorota Leszczynska, Christian Semler, Reinhold Vetter: Solidarność. Die polnische Gewerkschaft ‚Solidarität‘ in Dokumenten, Diskussionen und Beiträgen. Bund, Köln 1983, ISBN 3-7663-0815-7.
- Der unerklärte Frieden. Deutschland – Polen – Rußland. Eine Geschichte. Sendler, Frankfurt am Main 1985, ISBN 3-89354-017-2.
- Die großen Gesänge: Lenin – Stalin – Mao Tsetung. Führerkulte und Heldenmythen des 20. Jahrhunderts. Eichborn, Frankfurt am Main 1987 (2. Auflage 1991), ISBN 3-8218-1143-9.
- mit Karla Hielscher: Die schwarze Front. Der neue Antisemitismus in der Sowjetunion. rororo, Reinbek bei Hamburg 1991, ISBN 3-499-12927-2.
- mit Lew Kopelew (Hrsg.): Deutschland und die russische Revolution 1917–1924 (= West-östliche Spiegelungen, Serie A, Band 5), Fink, München 1998, ISBN 3-7705-3184-1.
- Utopie der Säuberung. Was war der Kommunismus?. Alexander Fest Verlag, Berlin 1998, ISBN 3-8286-0058-1.
- Das rote Jahrzehnt. Unsere kleine deutsche Kulturrevolution 1967–1977. Kiepenheuer & Witsch, Köln 2001, ISBN 3-462-02985-1.
- Vesper, Ensslin, Baader. Urszenen des deutschen Terrorismus. Kiepenheuer & Witsch, Köln 2003, ISBN 3-462-03313-1.
- Der Russland-Komplex. Die Deutschen und der Osten 1900–1945. C.H. Beck, München 2005, ISBN 3-406-53512-7 (Leipziger Buchpreis zur Europäischen Verständigung 2007); 3., aktualisierte Auflage, 2023, ISBN 978-3-406-79951-8.)
- Traumpfade der Weltrevolution. Das Guevara-Projekt. Kiepenheuer & Witsch, Köln 2008, ISBN 978-3-462-04008-1.
- mit Andres Veiel: 1968. Bildspur eines Jahres. Fackelträger, Köln 2008, ISBN 978-3-7716-4359-1.
- Was war der Kommunismus? (= FRIAS Rote Reihe, Band 2), Vandenhoeck & Ruprecht, Göttingen 2010, ISBN 978-3-525-32301-4.
- Die Farbe Rot. Ursprünge und Geschichte des Kommunismus. C.H. Beck, München 2017, ISBN 978-3-406-71426-9.[7]
- Im Widerschein des Krieges. Nachdenken über Russland. C.H. Beck, München 2023, ISBN 978-3-406-80073-3.

## Hochschulschrift
- Rom oder Moskau: Deutschland, der Westen und die Revolutionierung Russlands 1914–1924, vorgelegt von Gerd Koenen, 2003, DNB 969685335 (Online-Dissertation Universität Tübingen 2003, 764 Seiten Volltext online PDF, kostenfrei zugänglich)